# Rapasaari (ö i Norra Savolax, Kuopio, lat 62,89, long 27,28)
Rapasaari är en ö i Finland. Den ligger i sjön Iso Salinjärvi och i kommunen Kuopio i den ekonomiska regionen  Kuopio ekonomiska region  och landskapet Norra Savolax, i den centrala delen av landet, 300 km norr om huvudstaden Helsingfors. Öns största längd är 20 meter i sydöst-nordvästlig riktning.